# ジョー・フランシス
ジョー・フランシス（Joe Francis、1973年4月1日- ）はアメリカの映画プロデューサー。本名ジョセフ・R・フランシス（Joseph R. Francis）。
1973年、ジョージア州アトランタで生まれた。
南カリフォルニア大学を卒業し、マントラ・フィルムを設立した。